# Łazarz (Szweć)
Łazarz, imię świeckie Rostysław Szweć (ur. 22 kwietnia 1939 w Komarynie) – biskup Rosyjskiego Kościoła Prawosławnego, wcześniej w latach 1992–2022 Ukraińskiego Kościoła Prawosławnego Patriarchatu Moskiewskiego.

## Życiorys
Urodził się w rodzinie chłopskiej. Po ukończeniu szkoły podstawowej wstąpił jako posłusznik do skitu Świętego Ducha podległego ławrze Poczajowskiej, następnie przeniósł się do monasteru Zaśnięcia Matki Bożej w Żyrowiczach. W 1957 rozpoczął naukę w seminarium duchownym w Mińsku, którą przerwał na okres 1958–1961 w celu odbycia zasadniczej służby wojskowej. W 1964 ukończył seminarium duchowne w Odessie, zaś cztery lata później – wyższe studia teologiczne w Leningradzkiej Akademii Duchownej.
5 marca 1972 został wyświęcony na diakona, zaś tydzień później – na kapłana. Służył w soborze św. Włodzimierza w Kijowie oraz w żeńskim monasterze Opieki Matki Bożej w tym samym mieście do 1978, gdy został skierowany do eparchii argentyńskiej i południowoamerykańskiej. Otrzymał wówczas godność protoprezbitera.
1 kwietnia 1980 złożył wieczyste śluby zakonne, 7 kwietnia tego samego roku otrzymał godność archimandryty. 18 kwietnia 1980 miała miejsce jego chirotonia na biskupa argentyńskiego i południowoamerykańskiego, w czasie której otrzymał również godność egzarchy Ameryki Środkowej i Południowej.
W 1985 otrzymał godność arcybiskupa i został przeniesiony do eparchii iwano-frankiwskiej. Jednak jeszcze w tym samym roku ponownie skierowano go do eparchii argentyńskiej, gdzie pozostawał przez kolejne cztery lata. W 1989 mianowany biskupem tarnopolskim i krzemienieckim, w 1991 odeskim i izmaelskim, w 1992 – symferopolskim i krymskim. Na początku lat 90. XX wieku popierał dążenia metropolity kijowskiego Filareta do autokefalizacji Kościoła prawosławnego na Ukrainie, co stało się przyczyną jego usunięcia z eparchii odeskiej, której duchowieństwo masowo opowiadało się przeciwko tej koncepcji.
Od 2002 nosi tytuł metropolity. W 2012 mianowany stałym członkiem Świętego Synodu Ukraińskiego Kościoła Prawosławnego.
W czasie kryzysu krymskiego wzywał mieszkańców Krymu do spokoju i zachowania jedności.
30 lipca 2017 podczas uroczystości z okazji święta floty Federacji Rosyjskiej błogosławił na Krymie rosyjską Flotę Czarnomorską. Dzień wcześniej jego podwładni duchowni udzielili błogosławieństwa także pracownikom jednego z utworzonych na Krymie oddziałów Federalnej Służby Bezpieczeństwa Federacji Rosyjskiej (FSB). 
W 2022 r. na wniosek metropolity Łazarza, a także biskupów teodozyjskiego Platona i dżankojskiego Aleksego Święty Synod Rosyjskiego Kościoła Prawosławnego wyłączył kierowane przez nich eparchie – wszystkie na terytorium Krymu – z jurysdykcji autonomicznego Ukraińskiego Kościoła Prawosławnego Patriarchatu Moskiewskiego i podporządkował bezpośrednio patriarsze moskiewskiemu i całej Rusi. 
W 2023 r. Święty Synod Rosyjskiego Kościoła Prawosławnego przeniósł go w stan spoczynku. 